# 富盛窑址
富盛窑址位于浙江省柯桥区富盛镇倪家溇村南300米瓜岭长竹园，面积约4000平方米，现发现有两条南北并列的龙窑遗址。该窑址出土器物主要为原始青瓷和印纹硬陶，为研究中国瓷业生产尤其是绍兴地区早期制瓷业发展提供了重要实物资料。2006年5月25日列入第六批全国重点文物保护单位。